# Aeroportul Lavan
Aeroportul Lavan (IATA: LVP, ICAO: OIBV) este un aeroport din Lavan Island⁠(d), Lavan Rural District⁠(d), Kish District⁠(d), Bandar Lengeh County⁠(d), Hormozgan Province⁠(d), Iran ce deservește zona Lavan Island⁠(d).
Situat la o altitudine de 23 m, aeroportul dispune de o singură pistă. Este operat de Iranian Airports Holding Company⁠(d).